# Dave Hudson
David Richard „Dave“ Hudson (* 28. Dezember 1949 in St. Thomas, Ontario) ist ein ehemaliger kanadischer Eishockeyspieler, der im Verlauf seiner aktiven Karriere zwischen 1966 und 1978 unter anderem 411 Spiele für die New York Islanders, Kansas City Scouts und Colorado Rockies in der National Hockey League (NHL) auf der Position des Centers bestritten hat. Seinen größten Karriereerfolg feierte Hudson jedoch vor seiner Zeit in der NHL, als er im Jahr 1972 in Diensten der Dallas Black Hawks den Adams Cup der Central Hockey League (CHL) gewann.

## Karriere
Hudson verbrachte seine Juniorenkarriere zwischen 1966 und 1970 an der University of North Dakota und spielte dort parallel zu seinem Studium für die Eishockeymannschaft, die Fighting Sioux, im US-amerikanischen Collegesportsystem der National Collegiate Athletic Association (NCAA). Während der Mittelstürmer für das Team in der Division der Western Collegiate Hockey Association (WCHA) auflief, konnte es sich zweimal als eine der besten Mannschaften für das Finalturnier der NCAA qualifizieren. In seiner letzten Collegesaison fungierte Hudson als Mannschaftskapitän, nachdem er bereits im Vorjahr im NHL Amateur Draft 1969 in der sechsten Runde an 71. Stelle von den Chicago Black Hawks aus der National Hockey League (NHL) ausgewählt worden war.
Bevor Hudson jedoch im Sommer 1970 nach dem erfolgreichen Abschluss seiner Ausbildung in den Profibereich wechselte, mussten die Black Hawks die Rechte an dem Angreifer über den NHL Reverse Draft von den Portland Buckaroos zurück erwerben, nachdem diese sich Hudsons Transferrechte über den NHL Inter-League Draft gesichert hatten. Mit Beginn der Saison 1970/71 wurde der Kanadier schließlich bei Chicagos Farmteam, den Dallas Black Hawks, in der Central Hockey League (CHL) eingesetzt. Mit den Black Hawks sicherte er sich im folgenden Spieljahr den Adams Cup, die Meisterschaftstrophäe der CHL. Mit 14 Scorerpunkten in zwölf Playoff-Spielen hatte Hudson maßgeblichen Anteil am Erfolg des Teams.
Nach diesem Erfolg gelang dem Offensivspieler jedoch nicht der erhoffte Sprung in den NHL-Kader der Chicago Black Hawks, da er im NHL Expansion Draft 1972 von den neu in die Liga aufgenommenen New York Islanders ausgewählt wurde. Bei den Islanders spielte Hudson mit 31 Scorerpunkten eine erfolgreiche Rookiesaison in der NHL, nachdem seine Punktausbeute im folgenden Jahr aber rapide abfiel, blieb er für den NHL Expansion Draft 1974 abermals ungeschützt, sodass ihn dort die neu gegründeten Kansas City Scouts auswählten. Im Trikot der Scouts konnte Hudson wieder an seine Leistungen aus seinem ersten Jahr bei den Islanders anknüpfen und zog im Sommer 1976 auch mit dem Franchise nach Denver im Bundesstaat Colorado um, wo das Team fortan unter dem Namen Colorado Rockies den Spielbetrieb fortsetzte. Hudson absolvierte für die Rockies noch zwei weitere Spielzeiten in der NHL mit jeweils über 30 Punkten, ehe er seine Karriere im Sommer 1978 im Alter von 28 Jahren für beendet erklärte.

## Erfolge und Auszeichnungen
- 1972 Adams-Cup-Gewinn mit den Dallas Black Hawks

## Karrierestatistik
(Legende zur Spielerstatistik: Sp oder GP = absolvierte Spiele; T oder G = erzielte Tore; V oder A = erzielte Assists; Pkt oder Pts = erzielte Scorerpunkte; SM oder PIM = erhaltene Strafminuten; +/− = Plus/Minus-Bilanz; PP = erzielte Überzahltore; SH = erzielte Unterzahltore; GW = erzielte Siegtore; 1 Play-downs/Relegation; Kursiv: Statistik nicht vollständig)